# Astragalus anfractuosus
Astragalus anfractuosus är en ärtväxtart som beskrevs av Aleksandr Andrejevitj Bunge. Astragalus anfractuosus ingår i släktet vedlar, och familjen ärtväxter. Inga underarter finns listade i Catalogue of Life.